# Kelsie Burrows
Kelsie Burrows (* 22. Februar 2001 in Nordirland) ist eine nordirische Fußballspielerin. Sie steht derzeit beim Linfield FC unter Vertrag und spielte 2020 erstmals für die A-Nationalmannschaft.

## Karriere

### Vereine
Kelsie Burrows spielte in ihrer Jugend zunächst für den Comber Recreation F.C. Von 2016 bis 2019 spielte sie dann für den Linfield FC, ehe sie im September 2019 Nordirland verließ, um die University of Central Lancashire zu besuchen. Währenddessen spielte sie für den nahegelegenen Verein Blackburn Rovers. Im Februar 2020 kehrte Burrows zum Linfield FC zurück.

### Nationalmannschaft
Burrows spielte für die nordirische U-17-Mannschaft, U-18-Mannschaft und U-19-Mannschaft. Im Oktober 2019 wurde sie im Rahmen der Spiele gegen Norwegen und Wales für die Qualifikation zur Fußball-Europameisterschaft der Frauen 2022 erstmals in die nordirische Nationalmannschaft einberufen. Sie kam am 4. März 2020 beim Pinatar Cup 2020 im Spiel gegen die isländische Nationalmannschaft erstmals für die nordirische Nationalmannschaft zum Einsatz. Auch bei der Fußball-Europameisterschaft der Frauen 2022 kam Burrows zum Einsatz.